# Вујадин Суботић
Вујадин Суботић (Котор, 18. децембар 1981) је црногорски кошаркаш. Игра на позицији крила, а тренутно је без ангажмана.

## Биографија
Суботић је каријеру почео у екипи Будућности одакле 2000. године одлази у Словенију. Једну сезону је наступао за Загорје, а у сезони 2001/02. је наступао у Унион Олимпији и са њима освојио прву сезону Јадранске лиге и национално првенство и куп. Сезону 2003/04. је почео у екипи ОКК Београда, али у марту 2004. долази у Црвену звезду. Са црвено-белима остаје до краја сезоне 2005/06. и у том периоду осваја Куп Радивоја Кораћа 2006. године. Сезону 2006/07. проводи у екипи Фантомс Брауншвајга, а наредну почиње у Алби али се у фебруару 2008. враћа у Црвену звезду где проводи остатак сезоне. Затим наступа на Кипру у екипама АЕЛ Лимасола и Керавноса. Сезону 2010/11. почиње у ОКК Београду али након свега неколико утакмица прелази поново у Црвену звезду до краја сезоне. Од 2011. до 2013. наступа за АЕК Ларнаку а од 2013. до 2015. за Орадеу. Сезону 2015/16. почиње у екипи Темишвара коју напушта након само седам утакмица, да би у јануару 2016. прешао у Интер из Братиславе где се задржао до краја сезоне.

## Успеси

### Клупски
- Црвена звезда:
  - Куп Радивоја Кораћа (1): 2006.
- Унион Олимпија:
  - Јадранска лига (1): 2001/02.
  - Првенство Словеније (1): 2001/02.
  - Куп Словеније (1): 2002.